# Scott Forstall

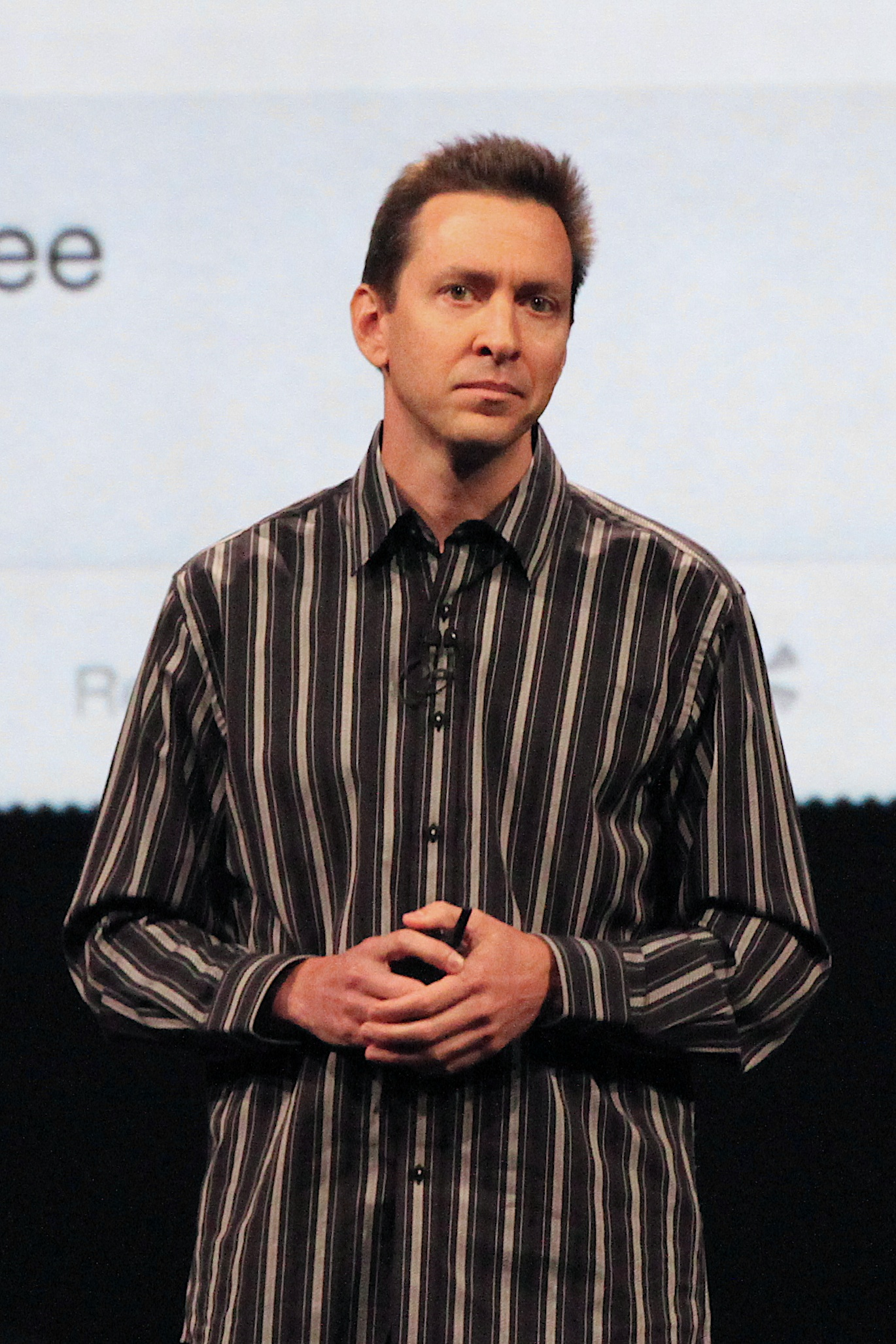
Scott Forstall (2012)

Scott Forstall, född 1969 är en amerikansk mjukvaruingenjör. Efter examen från Stanford University 1992 började han arbeta med NeXT. Efter att Steve Jobs återvände till Apple Computer övergick Forstall till gruppen för Mac OS användargränssnitt. 2006 ledde han gruppen bakom OS X Leopard. Han stod bakom idén att använda Mac OS X som Iphones operativsystem och var senior vice president (SVP) för IOS hos Apple från 2007 till oktober 2012.